# Demokracja wojenna
Demokracja wojenna, demokracja wojskowa, demokracja wiecowa – forma państwa plemiennego  którego cechy wynikają z rozległych funkcji wojskowych państwa i demokratycznego charakteru władzy sprawowanej przez wiece.  

## Historia pojęcia
Pojęcie wprowadził Lewis Morgan w pracy "Społeczeństwo pierwotne" (1877). Morgan był antropologiem opisującym uporządkowany rozwój społeczeństw od form najbardziej prostych do skomplikowanych (ewolucjonizm społeczny). Demokracja wojskowa była ustrojem przejściowym, powstającym pomiędzy społeczeństwami plemiennymi (w których więź oparta była na pokrewieństwie) a społeczeństwami państwowymi. Ustrój ten oparty był na dominacji wojska, które tworzyć miało zgromadzenie (wiec), wybierające następnie wodza, wspieranego przez radę starszych. Jako przykłady takich społeczeństw Morgan podawał: Azteków, Irokezów, greckie królestwa okresu mykeńskiego czy Rzym okresu królestwa.
Ewolucjonizm społeczny był popularnym nurtem w drugiej połowie XIX w. i wielu autorów odwoływało się do prac Morgana. Rozwinął je m.in. Friedrich Engels w pracy Pochodzenie rodziny, własności prywatnej i państwa (1884). Dla Engelsa demokracja wojenna była jednym z etapów rozwoju społeczeństw. Społeczeństwa wspólnoty pierwotnej przechodzić miały przez etapy matriarchatu, patriarchatu i właśnie demokracji wojennej, która miała być wstępem dla epoki feudalizmu. Jako epoka przejściowa, łączyła w sobie elementy ustroju plemiennego (z więzią opartą na pokrewieństwie) i społeczeństw klasowych. Były to społeczeństwa nastawione na prowadzenie ciągłej wojny, wskutek narastającej presji populacyjnej. Za Engelsem, do tego pojęcia odwoływała się historiografia marskistowska. Pojęcie było jednak popularne także poza marksizmem. Używano go do opisywania początków państwowości Germanów czy Słowian.
Rozwijające się w XX wieku antropologia i historia odeszły od schematyzmu ewolucjonizmu i przestały wyróżniać wyraźne stadia rozwojowe społeczeństw, a także pokazały duże zróżnicowanie w formach wczesnych państw. Wraz z tym pojęcie demokracji wojennej spotkało się w latach 60. i 70. z krytyką (marksistowską i niemarksistowską) i wyszło z użytku. 
Obok krytyk związanych ze schematyzmem tej koncepcji (zakładanie, że jest etapem rozwoju społeczeństw), wskazywano również, że wojenna organizacja społeczeństw ma bardzo niewiele wspólnego z demokracją i nazwa jest błędna.

## Charakterystyka
Demokracja wojenna miała być charakterystyczna dla społeczeństw plemiennych toczących częste wojny. Źródłem władzy był tu wiec, w skład którego wchodzili wojownicy. Wybierali oni swojego wodza i przywódcę, który miał sprawować władzę przez czas trwania wojny. Wiec mógł również pozbawiać władzy nieudolnych wodzów. Obok wodza istniała też rada starszych, będąca reprezentacją rodów plemienia. Zwycięskie podboje, oraz rozwój liczebny społeczeństwa powodować miał umocnienie się pozycji wodza i towarzyszącej mu rady, a osłabianie czynnika wiecowego. Miało to stopniowo doprowadzić do przekształcenia się wodzów w książąt (dux) czy królów (rex)